# Nemyrivský rajón
Nemyrivský rajón (ukrajinsky Немирівський район) byl rajón ve Vinnycké oblasti na Ukrajině. Hlavním městem byl Nemyriv a rajón měl přibližně 48 tisíc obyvatel. 

## Sídla v rajónu
- Nemyriv
- Braclav
- Sytkivci